# Списак епизода серије Позориште у кући
Позориште у кући је југословенска телевизијска серија у продукцији Телевизије Београд. Серија је била врло популарна у бившој Југославији, па су снимљене још четири сезоне које су емитоване током 1974, 1975, 1981. и 1984.
Серија Позориште у кући броји 5 сезона и 84 епизоде.

## Преглед
| Сезона | Сезона | Епизода | Премијерно емитовање | Премијерно емитовање |
| Сезона | Сезона | Епизода | Почетак              | Завршетак            |
| ------ | ------ | ------- | -------------------- | -------------------- |
|        | 1      | 28      | 21. октобар 1972.    | 21. април 1973.      |
|        | 2      | 28      | 10. новембар 1973.   | 18. мај 1974.        |
|        | 3      | 14      | 1. фебруар 1975.     | 10. мај 1975.        |
|        | 4      | 8       | 3. децембар 1980.    | 21. јануар 1981.     |
|        | 5      | 6       | 6. септембар 1984.   | 10. октобар 1984.    |

## Епизоде

### Сезона 1 (1972–73)
| Бр. еп. (укупно) | Бр. еп. (у сезони) | Наслов                               | Редитељ        | Сценариста            | Премијера          |
| --- | ------------------ | ------------------------------------ | -------------- | --------------------- | ------------------ |
| 1 | 1                  | "Породица као таква"                 | Дејан Ћорковић | Новак Новак           | 21. октобар 1972.  |
| Породици Петровића са Карабурме у госте треба да дође милицајац (позорник Клативода) који им је спасао стан од провалника. Међутим, пре његовог доласка Олга Петровић је у стан довела човека кога је ударила колима.                                                                       |                    |                                      |                |                       |                    |
| 2 | 2                  | "Дан када је играла Звезда"          | Дејан Ћорковић | Новак Новак           | 28. октобар 1972.  |
| Док већина Београђана иде на стадион да гледа Звездину утакмицу, Рођа је решио да испразни стан и проведе пријатно преподне са својом супругом Олгом. |                    |                                      |                |                       |                    |
| 3 | 3                  | "Чист ваздух, дуг живот - Карабурма" | Дејан Ћорковић | Новак Новак           | 4. новембар 1972.  |
| Рођина ташта Снежана Николајевић одлучила је да замени стан са извесним господином Тајчићем јер долазе хладнији дани. Невоља је настала кад се он појавио у стану, а она му тражила да ништа не говори Рођи.                                                                                |                    |                                      |                |                       |                    |
| 4 | 4                  | "Гелиптер"                           | Дејан Ћорковић | Новак Новак           | 11. новембар 1972. |
| Како је у стисци са новцем, Рођа је одлучио да избегава мајстора који му је поправио кола док не нађе новац, међутим, госпођа Николајевић је одлучила да пусти мајстора у кућу. |                    |                                      |                |                       |                    |
| 5 | 5                  | "Црна овца"†                         | Дејан Ћорковић | Новак Новак           | 18. новембар 1972. |
| 6 | 6                  | "Момачко вече"†                      | Дејан Ћорковић | Новак Новак           | 25. новембар 1972. |
| 7 | 7                  | "Неко тражи Фратела Николина"        | Дејан Ћорковић | Новак Новак           | 2. децембар 1972.  |
| У сред ноћи, у стан породице Петровић упао је брат госпође Николајевић Братислав са великом количином новца у торби. Невоља је настала оног тренутка када је Рођа у новинама прочитао чланак да је опљачкана једна банка.                                                                   |                    |                                      |                |                       |                    |
| 8 | 8                  | "Столица која се љуља"               | Дејан Ћорковић | Новак Новак           | 9. децембар 1972.  |
| Кућна помоћница Тина је решила да мало тера инат Петровићима јер жели повећање плате. Како је Рођи због тога позлило, сусед Петровићевих др. Јовановић посаветовао је породицу да купе Рођи столицу која се љуља. Међутим, нико није ни сањао да ће сваки члан домаћинства купити по једну. |                    |                                      |                |                       |                    |
| 9 | 9                  | "Велика уцена"†                      | Дејан Ћорковић | Новак Новак           | 16. децембар 1972. |
| 10 | 10                 | "Важно је знати историју"†           | Дејан Ћорковић | Синиша Павић          | 23. децембар 1972. |
| 11 | 11                 | "Уочи луде ноћи"                     | Дејан Ћорковић | Новак Новак           | 30. децембар 1972. |
| Породица Петровића је одлучила да дочека Нову годину кући. Тада им се неочекивано придружио Рођин стриц Бокан. |                    |                                      |                |                       |                    |
| 12 | 12                 | "Новогодишњи колор у боји"†          | Дејан Ћорковић | Новак Новак           | 31. децембар 1972. |
| Дочек Нове године код Петровића је у пуном јеку. |                    |                                      |                |                       |                    |
| 13 | 13                 | "Кад леви мигавац не ради"           | Дејан Ћорковић | Драгослав Илић        | 6. јануар 1973.    |
| Рођа је одлучио да мало оде у швалерисање и таман кад је колима покупио једну девојку, њега је зауставила милиција јер му није радио мигавац. |                    |                                      |                |                       |                    |
| 14 | 14                 | "Пренос из Глазгова"                 | Дејан Ћорковић | Синиша Павић          | 13. јануар 1973.   |
| Када је на програму видео да има пренос утакмице на телевизији, Рођа је пожурио са посла кући. Таман кад се опустио у гледању, у кућу је дошао мајстор који треба да им окачи нови лустер.                                                                                                  |                    |                                      |                |                       |                    |
| 15 | 15                 | "Развод на ђачки начин"              | Дејан Ћорковић | Новак Новак           | 20. јануар 1973.   |
| Када је Борко слагао разредног старешину да му се отац и мајка разводе, госпођа Николајевић је решила да учини све што је у њеној моћи да прикаже ствар истинитом кад разредни дође у посету.                                                                                               |                    |                                      |                |                       |                    |
| 16 | 16                 | "На данашњи дан"                     | Дејан Ћорковић | Синиша Павић          | 27. јануар 1973.   |
| Освануо је дан на који су се Рођа и Олга упознали, али изгледа да је Рођа тај датум заборавио. |                    |                                      |                |                       |                    |
| 17 | 17                 | "Рођендан"                           | Дејан Ћорковић | Новак Новак           | 3. фебруар 1973.   |
| Борку је рођендан. На њега су позвани сви његови другари и родбина Петровића. Међутим, родбина је остала "заробљена" код Петровића јер су пијани Рођа и стриц Бокан помешали кључеве њихових станова.                                                                                       |                    |                                      |                |                       |                    |
| 18 | 18                 | "Страшан пас"                        | Дејан Ћорковић | Душан Савковић        | 10. фебруар 1973.  |
| Борку је друг из разреда набавио пса. Када је пас откривен, цела породица је одлучила да га избаце напоље, али су се убрзо предомислили. Ипак, пас је касније сам отишао. |                    |                                      |                |                       |                    |
| 19 | 19                 | "Кад Петровићи штеде"                | Дејан Ћорковић | Новак Новак           | 17. фебруар 1973.  |
| Дошли су рачуни за стан, међутим, Олга је у својој евиденцији доказала да ће породица бити у стисци са новцем кад се рачуни плате. |                    |                                      |                |                       |                    |
| 20 | 20                 | "Папан"                              | Дејан Ћорковић | Властимир Радовановић | 24. фебруар 1973.  |
| Рођа се вратио раније са породичног пута и у стану затекао Тинину другарицу Бебу. Међутим, невоља је настала када је она довела своје другове и другарице па је Рођа био приморан да позове свог кума Чвргу да их избаци.                                                                   |                    |                                      |                |                       |                    |
| 21 | 21                 | "Тринаести погодак"                  | Дејан Ћорковић | Новак Новак           | 3. март 1973.      |
| Рођа је добио на спортској прогнози, али је одлучио да новац не троши онако како то Олга и госпођа Николајевић желе. |                    |                                      |                |                       |                    |
| 22 | 22                 | "Инспектор је дошао"                 | Дејан Ћорковић | Новак Новак           | 10. март 1973.     |
| У згради је почео да се мота инспектор који лови непријављене кућне помоћнице. Због тога је Николајевићка одлучила да се пред њим Тина представи као Олга. Неспоразум је, међутим, настао када је пре инспектора код Петровића дошао њихов рођак Срндач.                                    |                    |                                      |                |                       |                    |
| 23 | 23                 | "Пролеће је на прагу"                | Дејан Ћорковић | Новак Новак           | 17. март 1973.     |
| Стигло је пролеће. Због тога је Рођа одлучио да изведе Олгу. |                    |                                      |                |                       |                    |
| 24 | 24                 | "Лични магнетизам"                   | Дејан Ћорковић | Синиша Павић          | 24. март 1973.     |
| Када је у стан Петровића дошао Рођин колега Саша, Тина му је одмах запала за око, али се он њој није свидео. Када је касније дошао младић Сони Бој, Тина је одмах пала на његове чари. |                    |                                      |                |                       |                    |
| 25 | 25                 | "Драга Ана"                          | Дејан Ћорковић | Новак Новак           | 31. март 1973.     |
| Када је госпођа Николајевић добила писмо од своје другарице Ане Шумовић, она ју је одмах позвала да дође код ње. Невоља је настала када се Рођа вратио са службеног пута. |                    |                                      |                |                       |                    |
| 26 | 26                 | "Домаћица"                           | Дејан Ћорковић | Новак Новак           | 7. април 1973.     |
| Олга је почела да тражи посао, али већ на неколико конкурса није прошла. Када је касније она примљена да ради, Рођа је одбио уговор од човека који га је донео јер је мислио да се Олга у међувремену већ запослила.                                                                        |                    |                                      |                |                       |                    |
| 27 | 27                 | "Зар после толиких година"           | Дејан Ћорковић | Новак Новак           | 14. март 1973.     |
| Када је у сандучету пронашао анонимно писмо о томе да га Олга вара, Рођа је одлучио да истражи те оптужбе. |                    |                                      |                |                       |                    |
| 28 | 28                 | "Велико довиђења"                    | Дејан Ћорковић | Синиша Павић          | 21. март 1973.     |
| Госпођа Николајевић је сазнала да ће новинари доћи да разговарају са породицом па је кренула да прави списак људи који би могли да буду присутни том приликом. Међутим, од изјаве за штампу на крају није било ничег.                                                                       |                    |                                      |                |                       |                    |

### Сезона 3 (1975)
| Бр. еп. (укупно) | Бр. еп. (у сезони) | Наслов                           | Редитељ        | Сценариста                                      | Премијера         |
| --- | ------------------ | -------------------------------- | -------------- | ----------------------------------------------- | ----------------- |
| 57 | 1                  | "Ах, ти симпозијуми"             | Дејан Ћорковић | Новак Новак                                     | 1. фебруар 1975.  |
| Олга је позвана на симпозијум у Врњачку бању, али је рођа против њеног одласка јер му је господин Васа С. Тајчић испричао шта се "ради" на симпозијумима. |                    |                                  |                |                                                 |                   |
| 58 | 2                  | "Грип"                           | Дејан Ћорковић | Новак Новак                                     | 8. фебруар 1975.  |
| Како је грип почео да хара Београдом, Рођа је одлучио да предузме све неопходне мере како се не би разболео. |                    |                                  |                |                                                 |                   |
| 59 | 3                  | "Први рандеву"                   | Дејан Ћорковић | Идеја: Дејан Ћорковић Сценарио: Милан Шећеровић | 15. фебруар 1975. |
| Рођа је случајно чуо Борка како заказује први састанак са девојком па је одлучио да га потајно прати да види о којој девојци се ради. |                    |                                  |                |                                                 |                   |
| 60 | 4                  | "Млади долазе"                   | Дејан Ћорковић | Новак Новак                                     | 22. фебруар 1975. |
| Рођа је добио задатак да иде на службени пут у иностранство, али када је шеф у последњем тренутку послао млађег колегу уместо њега, Рођа се обратио господину Тајчићу за помоћ око тога како да узврати ударац шефу.                                                     |                    |                                  |                |                                                 |                   |
| 61 | 5                  | "Бели спортови"†                 | Дејан Ћорковић | Синиша Павић                                    | 1. март 1975.     |
| 62 | 6                  | "Комисион на Карабурми"          | Дејан Ћорковић | Новак Новак                                     | 15. март 1975.    |
| У стан породице Петровић дошла је познаница коју су упознали на мору. Она жели да прода своју бунду. Међутим, продаја бунде није ишла онако како је Рођа то замислио. |                    |                                  |                |                                                 |                   |
| 63 | 7                  | "Црни фонд"                      | Дејан Ћорковић | Новак Новак                                     | 22. март 1975.    |
| Рођа је од предузећа добио бонус, али је заборавио новчаник у кафани. Међутим, када је позорник Клативода довео човека који је пронашао тај новчаник, новчаник је донесен празан, а Рођа није смео да призна да је у њему био вишак због тога где је заборавио новчаник. |                    |                                  |                |                                                 |                   |
| 64 | 8                  | "Госту чест и част"              | Дејан Ћорковић | Нада Вујић                                      | 29. март 1975.    |
| У госте породици Петровић треба да дође Олгин брат од тетке Спасоје. После првог проведеног дана са гостом, Рођа је одлучио да позове свог стрица Бокана да мало "опусте" Спасоја.                                                                                       |                    |                                  |                |                                                 |                   |
| 65 | 9                  | "Зрно лудости"                   | Дејан Ћорковић | Идеја: Љиљана Павић Сценарио: Синиша Павић      | 5. април 1975.    |
| Један незабораван дан у животу Родољуба Петровића десио се када га је телефоном позвала жена у коју је био заљубљен као младић |                    |                                  |                |                                                 |                   |
| 66 | 10                 | "Ђипало у кући"†                 | Дејан Ћорковић | Зоран Ђорђевић                                  | 12. април 1975.   |
| 67 | 11                 | "Поново у ђачкој клупи"†         | Дејан Ћорковић | Синиша Павић                                    | 19. април 1975.   |
| 68 | 12                 | "Да ли су стари слонови у праву" | Дејан Ћорковић | Милан Шећеровић                                 | 26. април 1975.   |
| Када је постало јасно да Рођа више није у цвету младости, он је одлучио да докаже свима да је остлао још снаге у његовим мишићима. |                    |                                  |                |                                                 |                   |
| 69 | 13                 | "Рат и мир"                      | Дејан Ћорковић | Милан Шећеровић                                 | 3. мај 1975.      |
| Пошто је хтела да Рођа и госпођа Николајевић престану да се свађају, Олга је потражила помоћ од др. Јовановића. Међутим, иако је у почетку његов план давао добре резултате, касније је остатак породице почео да трпи због тога.                                        |                    |                                  |                |                                                 |                   |
| 70 | 14                 | "Породични албум"                | Дејан Ћорковић | Новак Новак                                     | 10. мај 1975.     |
| Када је кренула наградна игра у којој ће породична слика победника изаћи у новинама. госпођа Николајевић је предузела све мере да обезбеди победу, а касније се породица окупила да одлучи ко ће бити на слици кад дође до победе.                                       |                    |                                  |                |                                                 |                   |

### Сезона 4 (1980–81)
| Бр. еп. (укупно) | Бр. еп. (у сезони) | Наслов                    | Редитељ        | Сценариста        | Премијера          |
| --- | ------------------ | ------------------------- | -------------- | ----------------- | ------------------ |
| 71 | 1                  | "Лованери у Београду"     | Дејан Ћорковић | Новак Новак       | 3. децембар 1980.  |
| У Београду се одржава симпозијум банкара. Госпођа Николајевић је поводом тога наговорила Рођу да за велике паре изнајме стан једном од банкара, а они док је он ту да отпутују негде и оставе у стану Тину и Рођину мајку Вуку да глуме кућну помоћницу и куварицу. Међутим, када су се вратили са пута, Петровићи су у стану затекли Тининог дечка Момчила. |                    |                           |                |                   |                    |
| 72 | 2                  | "Операција Вождовац"      | Дејан Ћорковић | Новак Новак       | 10. децембар 1980. |
| Несташица хране је. Госпођа Николајевић се обратила за помоћ господину Тајчићу који је преко својих веза покренуо операцију снабдевања храном. |                    |                           |                |                   |                    |
| 73 | 3                  | "Летње лудорије"          | Дејан Ћорковић | Новак Новак       | 17. децембар 1980. |
| Госпођа Николајевић је решила да са целом породицом летује у кући Ане Шумовић на мору, а да Ана за то време буде у њиховом стану, али је Ана остала затечена када је током посете Петровићима пред пут код њих угледала Васу С. Тајчића. |                    |                           |                |                   |                    |
| 74 | 4                  | "Какво име дати боловању" | Дејан Ћорковић | Новак Новак       | 24. децембар 1980. |
| Рођа је остао потпуно затечен када су сви које познаје напрасно узели боловање. |                    |                           |                |                   |                    |
| 75 | 5                  | "Новогодишње лудорије"    | Дејан Ћорковић | Новак Новак       | 31. децембар 1980. |
| Породица Петровић се спрема за дочек Нове године, а сваки члан има неки свој план како да прослави дочек. |                    |                           |                |                   |                    |
| 76 | 6                  | "Најбоље године"          | Дејан Ћорковић | Новак Новак       | 7. јануар 1981.    |
| Када је од таште сазнао да му се жена дружи са својим доста млађим колегама са посла, Рођа је потражио савет од свог суседа др. Јовановића, а затим је решио да докаже Олги да ни он још није за старо гвожђе. |                    |                           |                |                   |                    |
| 77 | 7                  | "Мрља младости"           | Дејан Ћорковић | Новак Новак       | 14. јануар 1981.   |
| На вратима стана породице Петровић појавила се девојка која тврди да је Рођина ванбрачна ћерка - извесна Родољупка. |                    |                           |                |                   |                    |
| 78 | 8                  | "Нови лист"               | Дејан Ћорковић | Младен Младеновић | 21. јануар 1981.   |
| Рођа је решио да окрене нови лист у свом, али и у животу своје породице. |                    |                           |                |                   |                    |

### Сезона 5 (1984)
| Бр. еп. (укупно) | Бр. еп. (у сезони) | Наслов                   | Редитељ        | Сценариста  | Премијера           |
| --- | ------------------ | ------------------------ | -------------- | ----------- | ------------------- |
| 79 | 1                  | "Имаш сина, тражи стан"  | Дејан Ћорковић | Новак Новак | 6. септембар 1984.  |
| Породице Петровића већ неколико година живи без Тине. Таман када се Рођа привикао на мир у великом новом стану, у животе породице Петровић вратила се њихова некадашња кућна помоћница Тина са сином Марком, али је за њима убрзо стигао и њен супруг Рале. Убрзо после тога, Борко је у стан уселио своју девојку Лики. Када је видео ко све живи под његовим кровом, Рођа је одлучио да пита за савет свог колегу Бркића који му је предложио да се лажно разведе како би добио још један стан, али план није ишао онако како је Рођа планирао. |                    |                          |                |             |                     |
| 80 | 2                  | "Једног дана један тата" | Дејан Ћорковић | Новак Новак | 13. септембар 1984. |
| Петровићи су се привикли на саживот са новим члановима. Ипак, Рођа је решио да позове на вечеру Ликиног оца да га упознају, али није могао ни да наслути какве је природе тај човек, а онда се испоставило да су Ликин отац и Рале другови. |                    |                          |                |             |                     |
| 81 | 3                  | "Један драги гост"       | Дејан Ћорковић | Новак Новак | 20. септембар 1984. |
| Петровићима је у госте дошла Рођина мајка Вука. |                    |                          |                |             |                     |
| 82 | 4                  | "Вечера код Делачевих"   | Дејан Ћорковић | Новак Новак | 27. септембар 1984. |
| Породица Петровић је позвана на вечеру код Ликиних родитеља Тихомира и Меланије. Уз Петровиће су, наравно, позвани и Тина и Рале. Вечера је протицала у јако пријатној атмосфери све док Тина није приметила да је Рале заборавио њиховог сина Марка код куће. Да ствар буде још гора, код Делачевих се појавио зеленаш коме Ликина мајка Меланија дугује новац. |                    |                          |                |             |                     |
| 83 | 5                  | "Лонац и друге ствари"   | Дејан Ћорковић | Новак Новак | 3. октобар 1984.    |
| Госпођа Николајевић је у самопослузи купила лонац. Међутим, остала је запрепашћена када је по доласку кући у њему пронашла огроман новац. Како невоља никада не иде сама, мајстор који је Рођи поправљао кола поново је био код Петровића јер му Рођа поново дугује новац. Игром случаја, десило се да мајстору дуг буде враћен од новца пронађеног у лонцу. Петровиће је посетио и Рођин кум Чврга. |                    |                          |                |             |                     |
| 84 | 6                  | "Добро дошла, драга Ана" | Дејан Ћорковић | Новак Новак | 10. октобар 1984.   |
| Ана Шумовић поново треба да дође у посету па је госпођа Николајевић решила да предузме извесне кораке како би прилагодила породицу Аниним погледима на то како породица треба да изгледа, а једина разлика у овој посети Ане Шумовић је та што неће бити клавира. Ана је у посету довела и своју кумицу Рукенку. Посета је протицала у најбољем реду све док Ана није почела да алудира на то да је Рођа Тинин љубавник и да Рале није отац њиховог сина Марка.                                                                                   |                    |                          |                |             |                     |